# Hedythyrsus
Hedythyrsus là một chi thực vật có hoa trong họ Thiến thảo (Rubiaceae).

## Loài
Chi Hedythyrsus gồm các loài: